# Purpuricenus haussknechti
Purpuricenus haussknechti är en skalbaggsart som beskrevs av Witte 1871. Purpuricenus haussknechti ingår i släktet Purpuricenus och familjen långhorningar.
Artens utbredningsområde är Pakistan. Inga underarter finns listade i Catalogue of Life.